# Bione di Soli
Bione di Soli (Soli, III secolo a.C. ... – ...; fl. III secolo a.C.) è stato uno storico greco antico.
Bione viene citato da Diogene Laerzio come l'autore di un'opera Sull'Etiopia (Αἰθιοπικά), di cui alcuni frammenti sono conservati in Plinio il Vecchio e Ateneo.

Varrone menziona Bione fra gli scrittori di agricoltura; e Plinio riferisce delle stesse, o simili, opere, negli elenchi di diversi libri della Naturalis Historia.

Di entrambe le opere restano brevi frammenti.